# Keshawn Martin
Keshawn Martin (Inkster, 15 marzo 1990) è un giocatore di football americano statunitense che gioca nel ruolo di wide receiver per gli Houston Texans della National Football League. Fu scelto dai Texans nel corso del quarto giro (121º assoluto) del Draft NFL 2012. Al college ha giocato a football a Michigan State.

## Carriera

### Houston Texans
Martin fu scelto dai Texans nel corso del quarto giro (121º assoluto) del Draft 2012. Nella settimana 11, Martin segnò il suo primo touchdown su ricezione della carriera su passaggio di Matt Schaub nella vittoria ai supplementari sui Jacksonville Jaguars. La sua stagione da rookie si concluse con 10 ricezioni per 85 yard e un touchdown.
Nella settimana 13 del 2013, Martin segnò il suo primo touchdown stagionale contro i Jacksonville Jaguars. Il secondo lo segnò due settimane dopo nella sconfitta coi Denver Broncos. La sua seconda annata si concluse con 22 ricezioni per 253 yard.

## Vittorie e premi
Nessuno

## Statistiche
| Partite totali         | 32  |
| Partite da titolare    | 2   |
| Ricezioni              | 32  |
| Yard su ricezione      | 338 |
| Touchdown su ricezione | 3   |

Statistiche aggiornate alla stagione 2013